# Patuanan
Patuanan is een bestuurslaag in het regentschap Majalengka van de provincie West-Java, Indonesië. Patuanan telt 3200 inwoners (volkstelling 2010).